# صموئيل أي. شرينر جونيور
صموئيل أي. شرينر جونيور (بالإنجليزية: Samuel A. Schreiner Jr.)‏‏ (6 يونيو 1921 - 14 يناير 2018 )؛ عالم تعمية، ومهندس، وروائي من الولايات المتحدة.

## الجوائز
- ميدالية النجمة البرونزية